# Chloe Angelides
Chloe Angelides es una cantante y compositora basada en Los Ángeles. Ha escrito canciones para numerosos artistas incluyendo "Zipper" para Jason Derulo para su de álbum Talk Dirty, "Jackie (B.M.F.)" para Ciara para su álbum Jackie, "Burnin' Up" para Jessie J, "Pacifiy Her" para Melanie Martinez para su álbum Cry Baby, "Say Love" para JoJo para su álbum III, "Paper" para Nick & Knight, "Sober" para Selena Gomez para su álbum Revival, "Get On Your Knees" para Nicki Minaj y ha actuado vocals en "Sexy Beachs" para Pitbull en su álbum Globalization, "Whip It!" para LunchMoney Lewis, "Ready for Love" para Felix Cartal, "How Bad You Want It (Oh Yeah)" por Sevyn Streeter y "White Lies" por Vicetone.

## Biografía
Chloe Angelides nació en Reston, Virginia, el 21 de mayo de 1992, de padre chipriota y de madre de ascendencia alemana.

## Discografía

### Sencillos
- 2020: "Ex WiFi" (Chloe Angelides & Bipolar Sunshine)
- 2020: "Crickets"

### Como artista invitada
- 2013: "Survivor" (Stephen Swartz ft. Chloe Angelides)
- 2013: "Crash" (Adventure Club) (como cantante, sin acreditar)
- 2014: "Sexy Beaches" (Pitbull ft. Chloe Angelides)
- 2014: "White Lies" (Vicetone ft. Chloe Angelides)
- 2014: "Ready for Love" (Felix Cartal ft. Chloe Angelides)
- 2015: "Whip It!" (LunchMoney Lewis ft. Chloe Angelides)
- 2015: "Make Up" (R. City ft. Chloe Angelides)
- 2017: "Under Your Skin (SeeB & R. City) (como cantante, sin acreditar)
- 2019: "Hard to Say Goodbye" (Ekali & Illenium feat. Chloe Angelides)

### Créditos de producción y composición
| Año  | Artista           | Canción                          | Álbum                                         | Etiqueta                           |
| ---- | ----------------- | -------------------------------- | --------------------------------------------- | ---------------------------------- |
| 2013 | Stephen Swartz    | "Survivor"                       | Survivor - single                             | Auto-lanzado                       |
| 2014 | Jason Derulo      | "Zipper"                         | Talk Dirty                                    | Atlantic Records                   |
| 2014 | Jessie J          | "Burnin' Up"                     | Sweet Talker                                  | Lava y Republic                    |
| 2014 | Nicki Minaj       | "Get On Your Knees"              | The Pinkprint                                 | Young Money, Cash Money y Republic |
| 2014 | Pitbull           | "Sexy Beaches"                   | Globalization                                 | Mr. 305, Polo Grounds y RCA        |
| 2014 | Nick & Knight     | "Paper"                          | Nick & Knight                                 | BMG                                |
| 2014 | Vicetone          | "White Lies"                     |                                               | Protocol Recordings                |
| 2015 | Sevyn Streeter    | "How Bad You Want It (Oh Yeah)"  | Furious 7: Original Motion Picture Soundtrack | Atlantic Records                   |
| 2015 | Melanie Martinez  | "Pacify Her"                     | Cry Baby                                      | Atlantic Records                   |
| 2015 | Ciara             | "Jackie (B.M.F.)"                | Jackie                                        | Epic Records                       |
| 2015 | JoJo              | "Say Love"                       | III                                           | Atlantic Records                   |
| 2015 | Felix Cartal      | "Ready for Love"                 | TBA                                           | Dim Mak Registros                  |
| 2015 | Tinashe           | "Player"                         | Joyride                                       | RCA Records                        |
| 2015 | LunchMoney Lewis  | "Whip It!"                       | Bills                                         |                                    |
| 2015 | Selena Gomez      | "Sober" "Cologne"                | Revival                                       | Interscope Records                 |
| 2015 | R. City           | "Make Up"                        | What Dreams Are Made Of                       |                                    |
| 2016 | Ariana Grande     | "Thinking Bout You"              | Dangerous Woman                               | Republic Records                   |
| 2016 | Daya              | "Love of My Life"                | Sit Still, Look Pretty                        | RED Distribution                   |
| 2017 | Lea Michele       | "Tornado"                        | Places                                        | Columbia Records                   |
| 2017 | Lea Michele       | "Letting Go"                     | Places                                        | Columbia Records                   |
| 2017 | Selena Gomez      | "Fetish"                         |                                               | Interscope Records                 |
| 2017 | Demi Lovato       | "You Don't Do It For Me Anymore" | Tell Me You Love Me                           | Island, Hollywood y Safehouse      |
| 2017 | Demi Lovato       | "Ruin the Friendship"            | Tell Me You Love Me                           | Island, Hollywood y Safehouse      |
| 2017 | Demi Lovato       | "Cry Baby"                       | Tell Me You Love Me                           | Island, Hollywood y Safehouse      |
| 2018 | Hayley Kiyoko     | "Let It Be"                      | Expectations                                  | Atlantic y Empire                  |
| 2019 | Broods            | "Hospitalized"                   | Don't Feed the Pop Monster                    | Island y UMG                       |
| 2019 | Yuna              | "Blank Marquee"                  | Rouge                                         | Verve Forecast y UMG               |
| 2019 | Sabrina Carpenter | "Take You Back"                  | Singular: Act II                              | Hollywood                          |
| 2019 | Young and Dumb    | "Prisoner"                       | Welcome to My World                           | The Joint Records                  |
| 2019 | Dove Cameron      | "Waste"                          |                                               | Disruptor y Columbia               |
| 2020 | Selena Gomez      | "Cut You Off"                    | Rare                                          | Interscope Records                 |
| 2020 | Demi Lovato       | "Still Have Me"                  |                                               | Island Records                     |